# Joaquim Claret
El escultor Joaquim Claret i Vallès destacó por su obra de pequeño formato, inscrita en el movimiento de relectura del clasicismo que se efectuó en la Europa meridional durante el primer tercio de siglo XX. Trabajando a caballo entre Cataluña y Francia, Claret participó de movimientos artísticos tales como el Noucentisme catalán y el Nuevo clasicismo francés. Claret recibió influencias del arte grecolatino y se inspiró en el universo popular mediterráneo, pero a su vez supo adaptar todo ese material a las necesidades y lenguajes plásticos contemporáneos. Amigo de Aristide Maillol, Maurice Denis, Josep Clarà o Enric Casanovas, la figura de Claret resulta muy interesante de cara al análisis del arte moderno de raíz clásica. 

## Biografía

### Formación
Joaquim Claret i Vallès nació en el pueblo de Camprodón (Ripollés, Pirineos gerundenses) en noviembre de 1879, siendo el menor de siete hermanos. Su familia regentaba el Café "de Can Cisco", en la céntrica Calle Valencia de Camprodón. Joaquim mostró muy pronto gran habilidad por las artes, y fue inscrito en 1893 en la famosa Escuela de Dibujo de Olot (la Garrocha), dirigida por el pintor paisajista Josep Berga i Boix y recientemente reformada por iniciativa del también pintor Joaquín Vayreda. Claret estudió en Olot tres años, hasta que en 1896 se trasladó a Barcelona, para continuar con su formación en la Escuela de la Lonja. Durante los años pasados en Barcelona, trabajó como ayudante en varios talleres de escultura, así como de escenografía. Transcurrido este tiempo, tuvo que irse a las islas Canarias, donde realizó su servicio militar. Una vez terminado, en 1901, volvió a la Península y pasó cierto tiempo entre las poblaciones de Camprodón, Olot y Figueras (Alto Ampurdán), trabajando ya como escultor.

### París
Joaquim Claret se trasladó a París, en aquel entonces considerada la capital mundial del arte y la cultura, en 1906. Pronto entró a trabajar en el taller del célebre escultor rosellonés Aristide Maillol, con quien estableció una relación de amistad durante muchos años. Claret residió en París hasta su boda en 1914, y durante ese tiempo frecuentó los cenáculos artísticos más importantes del momento, aunque siempre lejos de las vanguardias. En julio de 1914, recién casado, volvió a su región natal para su luna de miel, y se vio forzado a permanecer en la zona debido al estallido de la Primera Guerra Mundial. No fue hasta 1920 que el escultor y su familia pudieron volver a Francia - gracias a los trámites efectuados por Maillol y Denis - y se establecieron en Saint-Germain-en-Laye, población cercana a París. 
En París, Claret participó casi anualmente en los Salones de la ciudad, especialmente en el de la Société Nationale des Beaux-Arts. Su primera exposición individual fue en las prestigiosas galerías Bernheim-Jeune en 1921, resultando un éxito de público y crítica. Durante estos años también expuso en Cataluña, en ocasión de las exhibiciones de "Les Arts i els Artistes" y la "Agrupació d'Escultors". Finalmente, Claret creó tres piezas destinadas a la Exposición Internacional de Barcelona de 1929. 

### Últimos años
Claret vivió en Saint-Germain de forma intermitente hasta 1940, cuando las tropas alemanas invadieron París. En ese momento, el escultor contaba ya con sesenta años, por lo que decidió regresar a Olot y permanecer allí. Trabajo en el taller de imaginería religiosa El Arte Cristiano hasta su jubilación. Joaquim Claret murió en Olot la Nochebuena de 1964, a la edad de ochenta y cinco años.

## Obra
Joaquim Claret destacó en la creación de esculturas de pequeño formato, generalmente femeninas. Los materiales que usó para su confección fueron variados, sobresaliendo las terracotas y los fundidos en bronce, aunque también creó mármoles mediante la técnica de la talla directa. 
Por otra parte, Claret fue un notable acuarelista, particularmente durante su vejez, cuando el trabajo físico requerido por la escultura se le hizo más fatigoso. Se conservan, también, muchos dibujos del autor, apuntes del natural y esbozos para sus esculturas. 
Puede contemplarse creaciones de Claret en las calles y Cementerio de Camprodón, en el Museo Comarcal de la Garrocha en Olot, en el Musée Départemental Maurice Denis de Saint-Germain-en-Laye (Yvelines, Francia) y en el Cementerio de Montparnasse de París. 

## Enlaces
Exposición Joaquim Claret en el Museu dels Sants de Olot, Gerona, 2010
 Archivado el 5 de mayo de 2015 en Wayback Machine.
Museo Comarcal de la Garrocha

Musée Départemental Maurice Denis

Valle de Camprodón
https://web.archive.org/web/20071116041931/http://www.valldecamprodon.org/web/
- Datos: Q9012130
- Multimedia: Joaquim Claret i Vallès / Q9012130